# Armistício de Moscou

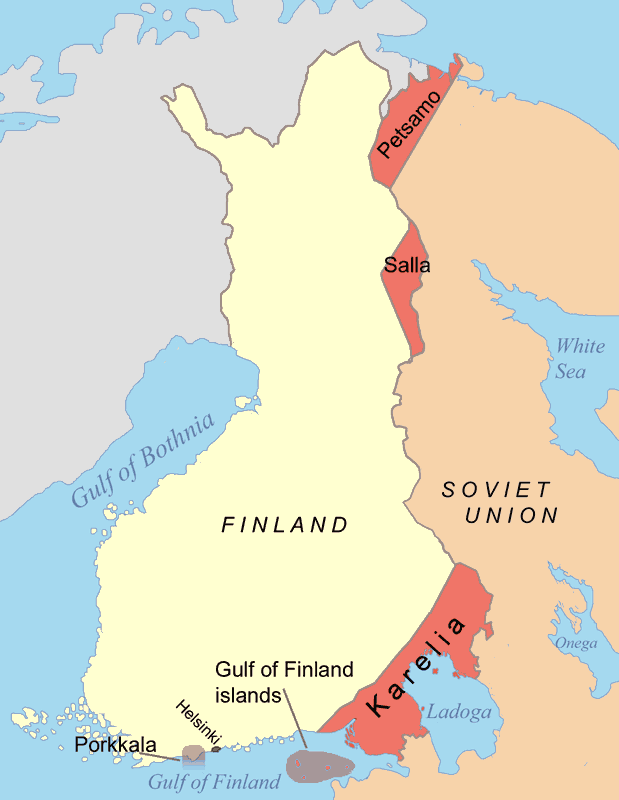
As áreas cedidas pela Finlândia à União Soviética após a Guerra de Continuação. Porkkala foi devolvido à Finlândia em 1956.

O Armistício de Moscou foi assinado entre a Finlândia, de um lado e a União Soviética e o Reino Unido do outro lado em 19 de setembro de 1944, encerrando a Guerra de Continuação. O Armistício restaurou o Tratado de Paz de Moscou de 1940, com uma série de modificações.
O tratado de paz final entre a Finlândia e muitos dos Aliados foi assinado em Paris em 1947.

## Condições para a paz
As condições para a paz eram semelhantes às acordadas no Tratado de Paz de Moscou de 1940: a Finlândia foi obrigada a ceder partes da Carélia e Salla, bem como certas ilhas no Golfo da Finlândia. O novo armistício também o distrito de Petsamo à União Soviética, e a Finlândia foi ainda obrigada a arrendar Porkkala para a União Soviética por um período de cinquenta anos (a área foi devolvida ao controle finlandês em 1956).
Outras condições incluíram o pagamento finlandês de $ 300 000 000 ($ 4,4 bilhões em dólares americanos) na forma de várias mercadorias ao longo de seis anos para a União Soviética como reparação de guerra. Finlândia também concordou em legalizar o Partido Comunista da Finlândia (depois que ele fez algumas mudanças nas regras do partido) e banir aqueles que a União Soviética considerava fascistas. Além disso, os indivíduos que os soviéticos consideraram responsáveis pela guerra tiveram de ser presos e julgados, sendo o caso mais conhecido é o de Risto Ryti. O armistício obrigou a Finlândia a expulsar as tropas alemãs de seu território, levando a uma campanha militar na Lapônia.